# White League

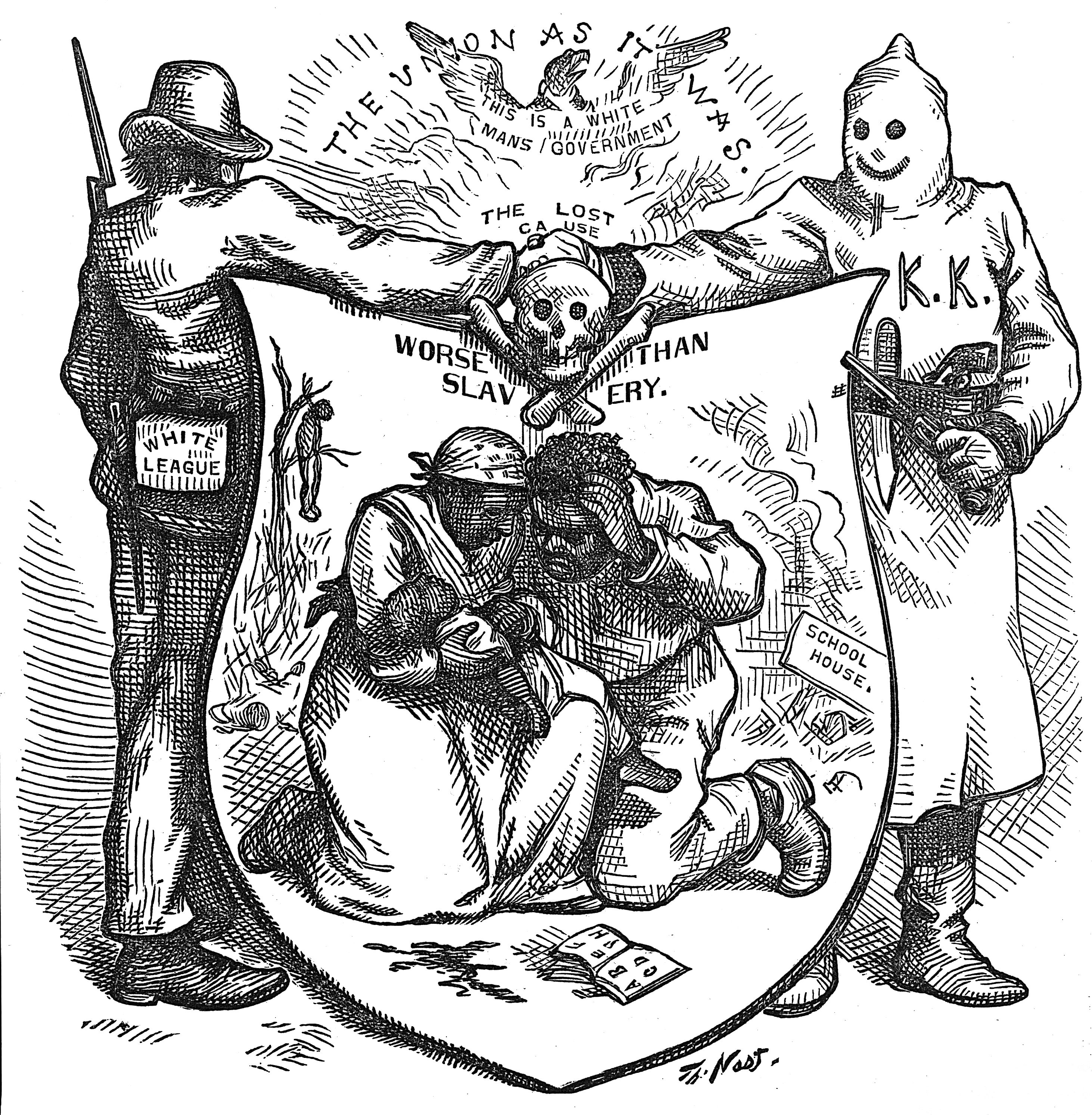
Dessin paru dans le Harper's Magazine d'octobre 1874, dénonçant l'alliance de la White League et du Ku Klux Klan contre la reconstruction du Sud.

La White League, aussi connue sous le nom de White Man's League, est une organisation terroriste paramilitaire blanche apparue dans le Sud Américain en 1874 à l'époque de la reconstruction du Sud, après la guerre de Sécession. Son but est d'intimider les esclaves affranchis pour qu'ils ne votent pas et ne puissent pas s'organiser politiquement.
Son premier chapitre est formé dans la paroisse de Grant, en Louisiane et dans les paroisses avoisinantes. Il est composé de nombreux anciens combattants confédérés qui avaient participé au massacre de Colfax en avril 1873. Des chapitres sont ensuite fondés à la Nouvelle-Orléans et dans d'autres régions de la Louisiane.
Les membres de la White League sont par la suite incorporés dans les milices d'état et la National Guard.

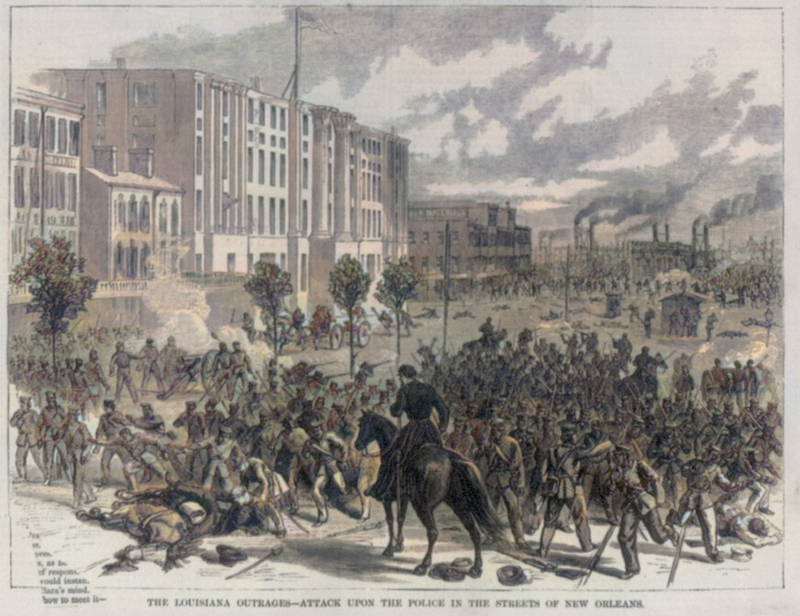
La Nouvelle-Orléans, 1874, pendant la période de reconstruction qui suit la guerre civile. Affrontement entre la police (racialement intégrée) et la Ligue blanche (White Ligue) (ségrégationniste) sur Canal Street. Gravure colorisée publiée dans le magazine Harper's Weekly, octobre 1874.

## Histoire
Bien que souvent liée aux sociétés secrètes du Ku Klux Klan et des Knights of the White Camelia, les membres de la White League agissent à visage découvert, sans masques et en groupe nombreux. Ils se spécialisent dans l'intimidation des carpetbaggers, ces hommes du Nord venus s'installer dans le Sud vaincu, pendant la période de la reconstruction. Ils s'opposent aussi, souvent avec violence, aux républicains « parachutés » par Washington, et le Massacre de Coushatta (en) est leur œuvre.
En 1874, la police de La Nouvelle-Orléans et des miliciens pro-noirs tentent d'intercepter une cargaison d'armes destinées à la League. La réaction de celle-ci est violente, conduisant à un affrontement sur la Liberty Place. Les membres de la White League dépassent en nombre les forces de police et occupent brièvement la State House et le City Hall, avant de se retirer à l'arrivée des troupes fédérales.
La White League est parfois mentionnée comme étant mêlée au massacre de Colfax de 1873, mais cette organisation n'apparaît sous ce nom qu'en 1874.
En 1874, des membres de la White League assassinent Julie Hayden, jeune enseignante récemment installée à Hartsville, au Tennessee.